# نقوش لاخيش
نقوش لاخيش هي مجموعة من نقوش القصور الآشورية التي تروي قصة الانتصار الاشوري على مملكة يهوذا أثناء حصار لاخيش عام 701 قبل الميلاد. نُحتت النقوش بين عام 700 وعام 681 قبل الميلاد، كزخرفة لقصر سنحاريب الجنوبي الغربي في نينوى (في العراق الحديث)، وهو موجود اليوم في المتحف البريطاني في لندن، وأُدرج كبند 21 في راديو بي بي سي 4 سلسلة تاريخ العالم في 100 قطعة لمدير المتحف السابق نيل ماكجريجور. كانت غرفة القصر، حيث اكتُشِف النقش في 1845-1847، مغطاة بالكامل بـ «نقش لاخيش» وكان عرضها 12 مترًا (39 قدمًا) وطولها 5.10 مترًا (16.7 قدمًا). وعثر على تسلسل صيد الأسد لآشوربانيبال في نفس القصر.

## التعريف
اكتشفت النقوش البارزة من قبل أوستن هنري لايارد البالغ من العمر 28 عامًا أثناء عمليات التنقيب في 1845-1847. وفي تعليقه على النقش الموجود أعلى صورة سنحاريب الجالس، كتب لايارد:
هنا، إذن، كانت الصورة الفعلية للاستيلاء على لخيش، المدينة كما نعرف من الكتاب المقدس، التي حاصرها سنحاريب، عندما أرسل قاداته للمطالبة بجزية حزقيا، والتي استولى عليها قبل عودتهم؛ دليل ذو طابع مميز لتأكيد تفسير النقوش، والتعرف على الملك الذي تسبب في نقشها مع سنحاريب الكتابي. علاوة على ذلك، تحتوي هذه السلسلة المثيرة للاهتمام للغاية من النقوش البارزة على تمثيل لا شك فيه لملك ومدينة وشعب، ونحن على دراية بأسمائهم، ولحدث موصوف في الكتاب المقدس.
__أوستن هنري لايارد، الاكتشافات بين آثار نينوى وبابل، 1853
أشار لايارد في عمله إلى أن هنري رولينسون، «أبو علم الآشوريات»، اختلف مع تحديد هوية لاخيش في الكتاب المقدس. كتب رولينسون في عام 1852: «في الوقت نفسه، من الصعب أن يشير الاستيلاء على لاكيتسو، الذي صُوِّر بأكثر الطرق تفصيلاً على جدران قصر سنحاريب في نينوى، إلى هذه المدينة، حيث أن الاسمين هما مكتوبة بشكل مختلف تمامًا في الأحرف المسمارية.» دحض لايارد وآخرون تعريف رولينسون، وساد التعريف على أنه لاخيش الكتابي.
وبين الباحث الإسرائيلي يغائيل يادين أن صور الأسوار والبلدة التي صُوِّرت تتناسب مع الأسوار والبلدة المكشوفة كما يمكن رؤيتها من نقطة معينة بالقرب من حفريات تل لخيش. تمت مقارنة الأوصاف الموضحة في النقوش مع تلك المكتوبة عن لاخيش في الكتاب المقدس ووجد أنها مماثلة أيضًا.

## التفسير

### لاخيش
سجلت الأحداث المحيطة بغزو لاخيش في عدد لا مثيل له من المصادر يعود تاريخها إلى القرن الثامن قبل الميلاد؛ في الكتاب المقدس العبري، ونقوش لاخيش، والمنشورات المسمارية الآشورية، وفي الحفريات الأثرية في لاخيش. فتوحات سنحاريب لمدن اليهودية، دون العاصمة القدس، مذكورة في الكتاب المقدس، وسفر الملوك، وسفر أخبار الأيام، وفي سفر إشعياء.
«وبعد أن كان سنحاريب ملك أشور وكل جيوشه محاصرة لاخيش، أرسل ضباطه إلى أورشليم بهذا الكلام إلى حزقيا ملك يهوذا وإلى كل شعب يهوذا الذين هناك».
«وفي السنة الرابعة عشرة للملك حزقيا، صعد سنحاريب، ملك أشور، على كل مدن يهوذا الحصينة وأخذها». – (إشعياء 36: 1-2)
ادعى سنحاريب في سجلاته أنه دمر 46 مدينة وبلدة محصنة في يهوذا وأسر 200,150 أسيرًا، على الرغم من أن عدد الأسرى يُنظر إليه اليوم على نطاق واسع على أنه مبالغة. كما ادعى أنه حاصر حزقيا ملك يهوذا في القدس «مثل طائر في قفص».

### القدس
يعتبر جرابي وعلماء آخرون اليوم أن المدينة الموضحة على نقش لخيش هي القدس. ويشيرون إلى أنه بما أن القدس لم يتم الاستيلاء عليها من قبل الآشوريين، فإن الفنان من نينوى الذي نحت النقش «أضاف ببساطة لاكيسو بدلاً من «أورساليمو» (القدس). يشير مؤلفون آخرون إلى أن حصار القدس لم يتم تصويره على نقش لاخيش لأنه أدى إلى الفشل وكان يُنظر إلى النقش على أنه وسيلة للتعويض عن عدم احتلال القدس. إن حجم النقش وموقعه في الغرفة المركزية لقصره، وحقيقة أن نقش لاخيش يشكل مشهد المعركة الوحيد الذي أنشأه سنحاريب، يشير إلى الأهمية التي أولاها لهذا الحصار الناجح والنصر المفترض على يهوذا.